# Kapu utcai kapu
A brassói Kapu utcai kapu (románul: Poarta Principală, németül: Purzentor) a Kapu utca északkeleti végén helyezkedett el; a középkori városerőd egyik legelsőként épített és egyik legnagyobb városkapuja volt. A 14. század második felében építették, a legelső várfalakkal együtt; a 16–17 századok folyamán bevehetetlen erődítmény-komplexummá nőtte ki magát. Utoljára 1734-ben töltött be védelmi szerepet, majd miután egy földrengésben megrongálódott, 1857-ben lebontották.

## Elnevezése
Kezdetben egyszerűen főkapunak nevezték. A hozzá tartozó utca idővel felvette a Kapu utca (Platea Porticae, 1522; Portzengasse, 1525) nevet, így meghonosodott a Kapu utcai kapu elnevezés. Német neve Purzentor, ez a latin porta (kapu) szász Purzen elferdítéséből és a német tor (kapu; régiesen thor) szavakból tevődik össze. A kapu adta a nevét a középkori város egyik fertályának is (Quartale Portica).
Porta Moldavica (Moldvai kapu) néven is említik, mivel egy 1602-es rendelet (Acta et Decreta Centrum Virorum) értelmében a moldvai kereskedők csak ezen a kapun léphettek be a városba, és ezen keresztül hagyhatták el azt. Orbán Balázs Nagyutca-kapunak nevezi.

## Története
A 14. század első felében Brassó központját sáncok, cölöpfalak, és tornyok védték. A kőből épült várfalak első vonalát valószínűleg a 14. század második felében, Nagy Lajos uralkodása idején kezdték építeni. Az északkeleti várfalba két kapu épült, a Kapu utcai kapu és a Kolostor utcai kapu, melyek ekkor még egyszerű, erődítés nélküli bejáratok voltak, felettük őrtoronnyal. 1395-ben Zsigmond magyar király javasolta a várfalak megerősítését a török fenyegetettség és a tűzfegyverek fejlődése miatt. Később egy második várfalat is emeltek, a kapu pedig idővel egy bástyával, toronnyal ellátott valóságos erődítmény-komplexummá vált.
1519 májusában egy tűzvész megrongálta a kaput és a környező utcák (Kapu utca, Szent János utca, Apáca utca) egy részét. A kapubástyát 1522–1524 között építették újjá, 1535-ben pedig felépítették az új kaputornyot. A toronyra 1537-ben órát helyeztek; ez volt a harmadik toronyóra Brassóban, a Fekete templom és a Városháza órái után. Az óra számlapjának freskóit Gregorius készítette.
1613-ban megerősítették a város védműveit, Báthory Gábor esetleges ostromától tartva. A kaput 1613 májusa és augusztusa között lezárták a forgalom elől, amíg új sáncot és felvonóhidat készítettek. 1640 körül a Kapu utcai kapu és a Kolostor utcai kapu közé egy harmadik védőfalat is emeltek (korábban itt tövises növényekkel befutott védősánc volt), melyet az Ötvösök bástyája védett. 1650–1651 között újjáépítették a kaputornyot. Az arannyal befuttatott toronygombban egy okmányt is elrejtettek, mely tartalmazta a városi méltóságok neveit, továbbá a Törcsvári uradalom megszerzésének okiratát.
Az 1689-es tűzvész megrongálta a kaput. 1718-ban leégett a kaputorony, és bár 1724–1725 között újjáépítették, 1728-ban ismét leégett. 1734-ben egy török betöréstől tartva megerősítették a védműveket, ezután azonban elhanyagolták, az 1802. októberi földrengés pedig helyrehozhatatlanul megrongálta. 1857-ben lebontották a kaput és a hozzá tartozó falakat. A kaputorony gombját először a Johannes Honterus Líceumban állították ki, majd a szászveresmarti erődtemplom tornyán helyezték el.
A kapu lebontásával a Kapu utca tovább terjeszkedett észak felé; itt építették fel az új városházát, a Gyertyánfy- és a Bachmeyer-házakat, a Kertsch-villát (ennek a helyén áll ma a Modarom épület), a Magyar Ipariskolát (jelenleg a CFR regionális igazgatósága), és a Magyar Kereskedelmi Akadémiát (jelenleg a Transilvania Egyetem „N” szárnya).

## Leírása
A kapu voltaképpen egy száz méter hosszú, bevehetetlen erődítmény-komplexum volt. Egy átjáró volt a szekerek, kettő a gyalogosok számára. A városon kívülről a külső bástya fő bejáratához egy felvonóhídon (pons czwg) lehetett eljutni, mely a várfal körüli vizesárok fölött vezetett át; a bejáratot a felvonóhídon kívül egy síneken mozgó, kétszárnyú vasalt tölgyfakapu is védte. A gyalogosok számára egy kisebb ajtó is volt, melyhez egy gyaloghídhoz tartozó mozgóhíd (parvus pons fal) vezetett. A Kapu utcai csatorna vizesárokba ömlő nyílását egy kettős vasrács (schossdor) védte, hogy az ellenség ezen az úton se hatolhasson be a városba.
A patkó alakú bástya (Torbastei) a jelenlegi Modarom épület helyén volt. Belsejében kétszintes faállványzat segítette a védőket, ahonnan elérhették a lőréseket és a forró folyadékok leöntésére alkalmas nyílásokat. A bástya udvarából a középső kapun keresztül lehetett továbbhaladni; ez megközelítőleg a jelenlegi CFR-épület helyén állt, fölötte volt az őrszoba és a fegyverraktár. Innen egy hosszú, fedett, mindkét végén vasalt kapuszárnyakkal lezárható folyosó vezetett a kaputoronyig, mely körülbelül a Kapu utca és a Barátok utcája (ma Str. Mihail Sadoveanu) kereszteződésénél, a 14. századi eredeti kapu helyén állt. Az említett kapuszárnyakon kívül az útvonalat csapóráccsal (valva fal) is le lehetett zárni; a rácsok a végükön vasalt tölgyfagerendákból álltak, és függőleges járatokban mozogtak.
A kapubástya mellett a várfal két méter széles és hat méter magas volt. 1562-ben a fegyverraktárban 22 prágai szakállas puskát, 50 kézi puskát, és 46 kézi ágyút számláltak; így ez volt a legerősebben védett városkapu.
A kapu védelmét a csizmadia céh látta el.